# Malé Dvorníky
Malé Dvorníky (in ungherese Kisudvarnok) è un comune della Slovacchia facente parte del distretto di Dunajská Streda, nella regione di Trnava.

## Storia
La località è stata menzionata per la prima volta nel 1336.

## Amministrazione

### Gemellaggi
Laviano